# Всемирное сообщество реформатских церквей
Всемирное сообщество реформатских церквей (англ. World Communion of Reformed Churches) — это международная экуменическая организация, объединяющая и координирующая большинство реформатских церквей по всему миру. 

## История
В 1875 году несколько организаций реформатской церкви объединились в Лондоне, Англия. В июне 2010 года Всемирное сообщество реформатских церквей было образовано в результате слияния Всемирного альянса реформатских церквей и Всемирного реформатского совета на Генеральной ассамблее объединения в Кальвин-колледже в Гранд-Рапидс, США. 3 июля 2017 года в Лейпциге сообщество приняло декларацию веры о рукоположении женщин.
Среди крупнейших конфессий сообщества — Церковь Южной Индии, Пресвитерианская церковь Восточной Африки, Пресвитерианская церковь Кореи, Эфиопская евангелическая церковь Мекане Йесус, Церковь Иисуса Христа на Мадагаскаре, Евангелическо-реформатская церковь Швейцарии, Протестантская церковь в Индонезии, Пресвитерианская церковь . Церковь (США), Евангелическая церковь Камеруна, Евангелическая церковь Борнео (SIB Малайзия) и протестантская церковь в Нидерландах. Реформатская деноминация является крупнейшей протестантской деноминацией по количеству членов: в 2019 году их численность составляла 80 миллионов человек в 108 странах. 

## Структура

### Региональные советы
Церкви-члены сообщества сгруппированы по географическим регионам и в региональные советы.
С 2017 года президентом является Насия Кассаб, пастор синода Реформатской церкви Сирии и Ливана. Сообщество имеет офисы в Ганновере, Германия.
1. Африканское сообщество реформатских церквей
2. Альянс пресвитерианских и реформатских церквей Латинской Америки (Alianza de Iglesias Presbiterianas y Reformadas de América Latina)
3. Региональный совет Карибского бассейна и Северной Америки
4. Сообщество реформатских церквей в Индонезии (Communion of Reformed Churches in Indonesia
5. Совет Северо-Восточной Азии
6. Всемирное сообщество реформатских церквей Европы

### Члены-церкви
- ЮАР :

1. Евангелическая пресвитерианская церковь в Южной Африке
2. Голландская реформатская церковь Южной Африки,
3. Голландская реформатская церковь в Африке
4. Нидерландская реформатская церковь в Африке (Église réformée néerlandaise d'Afrique
5. Реформатская церковь Христа Маран-Афа
6. Пресвитерианская церковь Африки
7. Реформатская церковь в Африке
8. Объединенная конгрегационалистская церковь Южной Африки
9. Объединенная пресвитерианская церковь в Южной Африке
10. Объединение пресвитерианской церкви Южной Африки
11. Народная церковь Африки

- Алжир :

1. Протестантская церковь Алжира

- Германия :

1. Реформатская протестантская церковь
2. Евангелистская церковь Альтреформьерте в Нидерсаксене
3. Церковь Липпе (Église de Lippe)
4. Немецкий реформированный альянс (Alliance réformée allemande)

- Ангола :

1. Евангелическая конгрегационалистская церковь в Анголе
2. Евангелическая реформатская церковь Анголы

- Аргентина :

1. Евангелическая конгрегационалистская церковь Аргентины
2. Евангелическая церковь Рио-де-ла-Платы
3. Реформатские церкви в Аргентине

- Австралия :

1. Объединенная церковь Австралии
2. Конгрегационалистская федерация Австралии

- Австрия :

1. Евангелическая церковь в Австрии

- Бангладеш :

1. Христианская реформатская церковь в Мьянме
2. Евангелическая пресвитерианская церковь Мьянмы
3. Независимая пресвитерианская церковь Мьянмы
4. Евангелическая церковь Мара
5. Реформатская пресвитерианская церковь Мьянмы
6. Пресвитерианская церковь Мьянмы

- Бельгия :

1. Протестантская церковь Воссоединения

- Боливия :

1. Евангелическая пресвитерианская церковь в Боливии

- Ботсвана :

1. Голландская реформатская церковь в Ботсване

- Бразилия :

1. Арабская евангелическая церковь Сан-Паулу
2. Евангелические реформатские церкви в Бразилии
3. Независимая пресвитерианская церковь Бразилии
4. Объединенная пресвитерианская церковь Бразилии

- Болгария :

1. Евангелическая конгрегационалистская церковь

- Буркина-Фасо :

1. Ассоциация евангелических реформатских церквей Буркина-Фасо

- Острова Кайман :

1. Объединенная церковь на Ямайке и Каймановых островах

- Камерун :

1. Евангелическая пресвитерианская церковь Того

- Канада :

1. Христианская реформатская церковь Восточной Африки
2. Реформатская пресвитерианская церковь Уганды
3. Реформатская пресвитерианская церковь Африки (Уганда)

- Чили :

1. Национальная пресвитерианская церковь Мексики
2. Ассоциированная и реформатская пресвитерианская церковь Мексики
3. Реформатская пресвитерианская церковь Мексики

- Китай :

1. Китайский христианский совет
  -  Гонконг :
    1. Гонконгский Совет Церкви Христа в Китае,

- Колумбия :

1. Пресвитерианская церковь Венесуэлы

- ДР Конго :

1. Евангелическая община Конго

- Республика Корея :

1. Пресвитерианская церковь Восточной Африки
2. Реформатская церковь Восточной Африки

- Коста-Рика :

1. Евангелическая пресвитерианская церковь в Чили
2. Пресвитерианская церковь Чили

- Хорватия :

1. Реформатская христианская церковь в Хорватии

- Куба :

1. Пресвитерианская реформатская церковь на Кубе

- Дания :

1. Реформатский Синод в Дании

- Египет :

1. Евангелическая церковь Египта, Синод Нила

- Эквадор :

1. Объединенная евангелическая церковь Эквадора

- Испания :

1. Испанская евангелическая церковь

- США :

1. Объединенная евангелическая церковь Христа
2. Объединенная церковь Христа на Филиппинах
3. Христианская реформатская церковь на Филиппинах

- Эфиопия :

1. Эфиопская евангелическая церковь Мекане Йесус

- Франция :

1. Объединенная протестантская церковь Франции
2. Союз протестантских церквей Эльзаса и Лотарингии
3. Малагасийская протестантская церковь во Франции
4. Национальный союз реформатских евангелических церквей Франции

- Гана :

1. Пресвитерианская церковь в Ирландии

- Греция :

1. Греческая евангелическая церковь

- Гренада :

1. Пресвитерианская церковь в Сингапуре

- Гватемала :

1. Евангелическая пресвитерианская церковь Португалии

- Экваториальная Гвинея :

1. Реформатская пресвитерианская церковь Экваториальной Гвинеи

- Гайана :

1. Пресвитерианская церковь Либерии

- Гондурас :

1. Кальвинистская реформатская церковь Сальвадора

- Венгрия :

1. Реформатская церковь в Венгрии

- Соломоновы Острова :

1. Объединённая церковь на Соломоновых Островах

- Индия :

1. Церковь Шотландии
2. Пресвитерианская церковь Уэльса
3. Ундеб Йр Аннибинвир Симрэг (Союз независимых валлийцев)
4. Объединенная свободная церковь Шотландии
5. Объединенная реформатская церковь
6. Пресвитерианская церковь в Ирландии

- Индонезия :

1. Протестантская церковь Каро Батак
2. Евангелическая церковь на Калиматане
3. Христианская церковь в Лувуке Банггае
4. Христианская церковь в Южном Сулавеси
5. Христианская церковь в Восточном Тиморе
6. Индонезийская христианская церковь
7. Евангелическая христианская церковь Папуа
8. Яванская христианская церковь
9. Христианская церковь Восточной Явы
10. Христианская церковь Пасундан
11. Протестантская христианская церковь Бали
12. Христианская церковь в Центральном Сулавеси
13. Христианская церковь Южной Суматры
14. Христианская церковь Сумбы
15. Евангелическая реформатская церковь в Болаанг Монгондоу
16. Евангелическая реформатская церковь в Минахасе
17. Евангелическая реформатская церковь на Тиморе
18. Евангелическая реформатская церковь в Хальмахере
19. Евангелическая реформатская церковь в Сангихе-Талауде
20. Протестантская церковь в Индонезии
21. Протестантская церковь Западной Индонезии
22. Протестантская церковь Юго-Восточного Сулавеси
23. Индонезийская протестантская церковь в Буол Толитоли
24. Индонезийская протестантская церковь в Горонтало
25. Индонезийская протестантская церковь Донгала
26. Протестантская церковь Молуккских островов
27. Церковь Тораджа
28. Церковь Тораджа Мамаса
29. Христианская церковь Явы
30. Христианская церковь Южной Суматры

- Иран :

1. Евангелическая церковь Ирана

- Ирландия :

1. Пресвитерианская церковь на Тайване

- Израиль :

1. Церковь Святого Андрея Шотландского Мемориала

- Италия :

1. Вальденская евангелическая церковь

- Ямайка :

1. Объединенная церковь на Ямайке и Каймановых островах

- Япония :

1. Корейская христианская церковь в Японии
2. Церковь Христа в Японии

- Республика Корея:

1. Пресвитерианская церковь в Республике Корея
2. Пресвитерианская церковь Кореи (ТонгХап)
3. Пресвитерианская церковь в Корее (Пэк Сок)

- Кирибати :

1. Объединяющая церковь Кирибати

- Лесото :

1. Евангелическая церковь Лесото в Южной Африке

- Латвия :

1. Rigas Reformatu bralu draudze

- Ливан :

1. Союз армянских евангелических церквей в П. Ист-Роке
2. Национальный евангелический синод Сирии и Ливана
3. Национальный евангелический союз Ливана

- Либерия :

1. Пресвитерианская церковь Либерии

- Литва :

1. Синод Литовской реформатской церкви

- Люксембург :

1. Реформатская протестантская церковь Люксембурга

- Мадагаскар :

1. Церковь Иисуса Христа на Мадагаскаре

- Малайзия :

1. Пресвитерианская церковь в Малайзии

- Малави :

1. Пресвитерианская церковь Центральной Африки - Синод Блантайра
2. Пресвитерианская церковь Центральной Африки - Синод Нхома

- Марокко :

1. Евангелическая церковь в Марокко

- Маршалловы Острова

1. Объединённая конгрегационалистская церковь Христа на Маршалловых Островах
2. Реформатские конгрегационалистские церкви

- Маврикий :

1. Пресвитерианская церковь Маврикия

- Мексика :

1. Национальная евангелическая пресвитерианская церковь Гватемалы

- Мозамбик :

1. Объединенная церковь Христа в Мозамбике
2. Евангелическая церковь Христа в Мозамбике
3. Пресвитерианская церковь Мозамбика
4. Реформатская церковь в Мозамбике

- Мьянма:

1. Христианская реформатская церковь Нигерии
2. Евангелическая реформатская церковь Христа
3. Объединенная церковь Христа в Нигерии
4. Пресвитерианская церковь Нигерии
5. Хададдияр Экклесияр Кристи в Нигерии
6. Вселенская реформатская церковь Христа

- Ниуэ :

1. Конгрегационалистская христианская церковь Ниуэ

- Нигер :

1. Евангелическая церковь Республики Нигер

- Нигерия :

1. Церковь Бангладеш
2. Евангелическая реформатская пресвитерианская церковь в Бангладеш

- Новая Каледония :

1. Евангелическая церковь в Новой Каледонии и на островах Луайоте

- Новая Зеландия :

1. Пресвитерианская церковь Аотеароа, Новая Зеландия

- Уганда :

1. Реформатская церковь в Замбии ,
2. Объединенная церковь Замбии
3. Пресвитерианская церковь Центральной Африки - Синод Замбии

- Пакистан :

1. Пресвитерианская церковь Южного Судана и Судана

- Нидерланды :

1. Бонд ван Врие Евангелише Гемеентен
2. Протестантская церковь в Нидерландах
3. Протестующее братство

- Филиппины :

1. Христианская реформатская церковь в Северной Америке
2. Камберлендская пресвитерианская церковь
3. Пресвитерианская церковь Камберленда в Америке
4. Евангелическая пресвитерианская церковь
5. Венгерская реформатская церковь в Америке
6. Литовская евангелическая реформатская церковь
7. Пресвитерианская церковь (США)
8. Реформатская церковь в Америке
9. Корейская пресвитерианская церковь в Америке
10. Объединенная Церковь Христа
11. Христианская реформатская церковь в Северной Америке

- Польша :

1. Евангелическая реформатская церковь Республики Польша

- Французская Полинезия

1. Протестантская церковь Маохи

- Португалия :
- ЦАР :

1. Протестантская церковь Христа Царя

- Республика Конго :

1. Евангелическая церковь Конго
2. Реформированная пресвитерианская община в Африке
3. Пресвитерианская община Конго
4. Пресвитерианская община Киншасы
5. Пресвитерианская община Восточного Касаи
6. Пресвитерианская община в Западном Касаи
7. Протестантская община в Катанге
8. Реформатская община пресвитерианцев

- Доминиканская Республика :

1. Доминиканская евангелическая церковь
2. Христианская реформатская церковь в Доминиканской Республике

- Реюньон :

1. Объединенная протестантская церковь Бельгии

- Румыния :

1. Реформатская церковь в Румынии (Орадя)
2. Реформатская церковь в Румынии (Трансильвании)

- Великобритания :

1. Церковь Северной Индии
2. Церковь Южной Индии
3. Конгрегационалистская церковь Индии (Мараланд)
4. Евангелическая церковь Мараланда
5. Пресвитерианская церковь Индии
6. Реформатская пресвитерианская церковь, Северо-Восточная Индия

- Руанда :

1. ''Пресвитерианская церковь в Руанде''

- Сальвадор :

1. Христианская реформатская церковь Гондураса

- Самоа :

1. Конгрегационалистская христианская церковь в Самоа

- Американское Самоа :

1. Конгрегационалистская христианская церковь в Американском Самоа

- Сенегал :

1. Протестантская церковь Сенегала

- Сербия :

1. Реформатская христианская церковь в Сербии

- Сингапур :

1. Пресвитерианская церковь в Гренаде

- Словакия :

1. Христианская реформатская церковь в Словакии

- Словения :

1. Реформатская христианская церковь в Словении

- Судан :

1. Пресвитерианская церковь Вануату

- Южный Судан

1. Африканская внутренняя церковь в Судане
2. Суданские реформатские церкви

- Шри-Ланка :

1. Христианская реформатская церковь в Шри-Ланке, ранее называвшаяся Голландской реформатской церковью в Шри-Ланке.
2. Пресвитерия Ланки

- Швеция :

1. Шведский миссионерский союз

- Швейцария :

1. Евангелическо-реформатская церковь Швейцарии

- Эсватини

1. Реформатская церковь Свазиленда

- Китайская Республика:

1. Пресвитерианская церковь в Тринидаде и Тобаго

- Чехия :

1. Евангелическая церковь чешских братьев

- Таиланд :

1. Церковь Христа в Таиланде

- Восточный Тимор

1. Игрея Протестантская Иха Тимор Лоросаэ

- Того :

1. Пресвитерианская церковь Камеруна
2. Африканская протестантская церковь (Лолодорф)
3. Камерунская пресвитерианская церковь
4. Евангелическая церковь Камеруна

- Тринидад и Тобаго :

1. Евангелическая пресвитерианская церковь
2. Пресвитерианская церковь Ганы

- Тувалу

1. Христианская церковь Тувалу

- Украина :

1. Карпатская реформатская церковь

- Уругвай :

1. Вальденская евангелическая церковь Рио-де-ла-Платы

- Гайана

1. Гайанский конгрегационалистский союз
2. Пресвитерианская церковь Гайаны (Guyana Presbyterian Church)
3. Гайанская пресвитерианская церковь (Presbyterian Church of Guyana)

- Венесуэла :

1. Пресвитерианская церковь Колумбии

- Вьетнам

1. Пресвитерианская церковь Вьетнама

- Замбия :

1. Реформатская церковь в Зимбабве
2. Пресвитерианская церковь Центральной Африки - Синод Хараре

- Зимбабве:
  1. Реформатская церковь в Зимбабве
  2. Пресвитерианская церковь Центральной Африки - Синод Хараре

## Внешние ссылки
- wcrc.ch — официальный сайт Всемирное сообщество реформатских церквей